# Bitka pri Basianu
Bitka pri Basianu (turško Basian Savaşı, gruzinsko  ბასიანის ბრძოლა, Basianis brdzola) je bila bitka med vojskama seldžuškega Sultanata Rum in Kraljevine Gruzije v dolini Basiani 60 km severovzhodno od Erzuruma v sedanji Republiki Turčiji. Bitka se je dogajala med letoma 1202 in 1205, najverjetneje leta 1203 ali 1204. Sodobnik, kronist Ibn Bibi, jo postavlja v leto 598 po hidžri (1. oktober 1201-19. september 1202). Sodobni turški zgodovinarji kot prizorišče bitke omenjajo grad Micingerd (Mazankert).

## Ozadje
Bitka je bila eden od številnih spopadov med gruzijskimi monarhi in seldžuškimi sultani, ki so se dogajali od 11. do 13. stoletja.  Bila je eden od poskusov Seldžukov, da bi ustavili prodiranje Gruzincev proti jugu. Bitka je omenjena v gruzinskih, armenskih in islamskih primarnih virih.
Sultan Ruma Rukn ad-Din Sulejmanšah II. (vladal 1196-1204) se je trdo in dokaj uspešno boril za ponovno združitev obsežne države, razdrobljene med vladanjem njegovega očeta Kilič Arslana II. Na začetku Sulejmanovega vladanja so bili odnosi s sosednjo Gruzijo navidezno mirni. Vladarja sta izmenjavala delegacije in dragocena darila. Sulejman II. je leta 1201 nepričakovano napadel in osvojil Erzurum, v katerem je kot kralj vladal gruzinski vazal Ala ad-Din Mohamed. Zasedba je povzročila neizbežno Sulejmanovo konfrontacijo z Gruzijo. Sulejman je razen tega začel v muslimanskih bejlukih pobirati davke, ki so jih pred tem pobirali gruzinski vladarji. Od gruzinske kraljice Tamare je zahteval umik vseh gruzinskih vladarjev iz turških bejlukov. Po pisanju gruzinskih letopiscev so kraljici celo grozili, da bodo po osvojitvi Gruzije iz nje naredili priležnico.

## Bitka
Sulejman II. in njegovi vazali so prestopili gruzinsko mejo in se utaborili v dolini Basiani. Kraljisa Tamara je na hitro zbrala svojo vojsko, ki je pod poveljstvom njenega  sorodnika Davida Soslana in amirspasalarja (vrhovni poveljnik) Zakarije Mkhargrdzelilija krenila iz baze v Javakhetiju in napadla seldžuški tabor. Seldžuki so uspeli odbiti nekaj napadov, vendar so bili nazadnje poraženi. Sultan je bil v bitki ranjen in je pobegnil v Erzurum.

## Posledice
Gruzinci so ujeli Sulejmanovega brata in ga kasneje osvobodili za odkupnino ene konjske podkve. Zmaga je pokazala, da ima Tamara  absolutno oblast na Kavkazu, severovzhodni Anatoliji, Armenskem višavju, Širvanu in Črnem morju. Zmaga je Gruziji omogočila zavarovati svojo jugozahodno mejo in nadzirati dejavnosti Seldžukov. Kmalu zatem je napadla Trabzon in ustanovila državo, v kateri je zavladal Tamarin svak Aleksej I. Trabzonski. Gruzija je s tem ustvarila tamponsko ozemlje med svojim kraljestvom in seldžuškimi bejluki in njihovimi vazali.

## Sklic
1. ↑  Javakhishvili, str. 249